# 特納鮑特島
特納鮑特島（英語：Turnabout Island）是南極洲的島嶼，位於葛拉漢地西岸，屬於塞佛里群島的一部分，由英國探險隊發現和命名，現時由南極條約體系管理。